# 2118 Flagstaff
A 2118 Flagstaff (ideiglenes jelöléssel 1978 PB) a Naprendszer kisbolygóövében található aszteroida. Henry L. Giclas fedezte fel 1978. augusztus 5-én.